# Hendrik II van Savoye-Nemours
Hendrik II van Savoye-Nemours (Parijs, 7 november 1625 - aldaar, 14 januari 1659) was van 1651 tot 1657 aartsbisschop van Aartsbisdom Reims en van 1652 tot aan zijn dood hertog van Genève, hertog van Nemours en hertog van Aumale. Hij behoorde tot het huis Savoye.

## Levensloop
Hendrik II was de derde en jongste zoon van hertog Hendrik I van Savoye-Nemours en hertogin Anna van Aumale.
Hij was voorbestemd voor een kerkelijke loopbaan en in 1651 werd Hendrik verkozen tot aartsbisschop van Reims.
Na het overlijden van zijn oudere broer Karel Amadeus werd Hendrik II in 1652 hertog van Genève, Nemours en Aumale. Omdat hij voor mannelijke erfgenamen moest zorgen, nam hij in 1657 ontslag als aartsbisschop en beëindigde hij zijn kerkelijke loopbaan. 
Op 22 mei 1657 huwde hij met Maria van Orléans-Longueville (1625-1707), vorstin van Neuchâtel en dochter van hertog Hendrik II van Longueville. Het huwelijk bleef kinderloos.
In januari 1659 stierf Hendrik op 33-jarige leeftijd. Terwijl het hertogdom Nemours als kroondomein naar koning Lodewijk XIV van Frankrijk ging, volgde zijn nicht Maria Johanna hem op als hertogin van Genève en Aumale.
- Gemeinsame Normdatei: 1025308476
- International Standard Name Identifier: 0000 0000 6270 8929
- Système universitaire de documentation: 220418586
- Virtual International Authority File: 89702257
- WorldCat: E39PBJjt7fC9YyjWK7B3dpk7HC